# 415-й истребительный авиационный полк
415-й истребительный авиационный полк — воинское подразделение Вооружённых Сил СССР в Великой Отечественной войне.

## Наименования полка

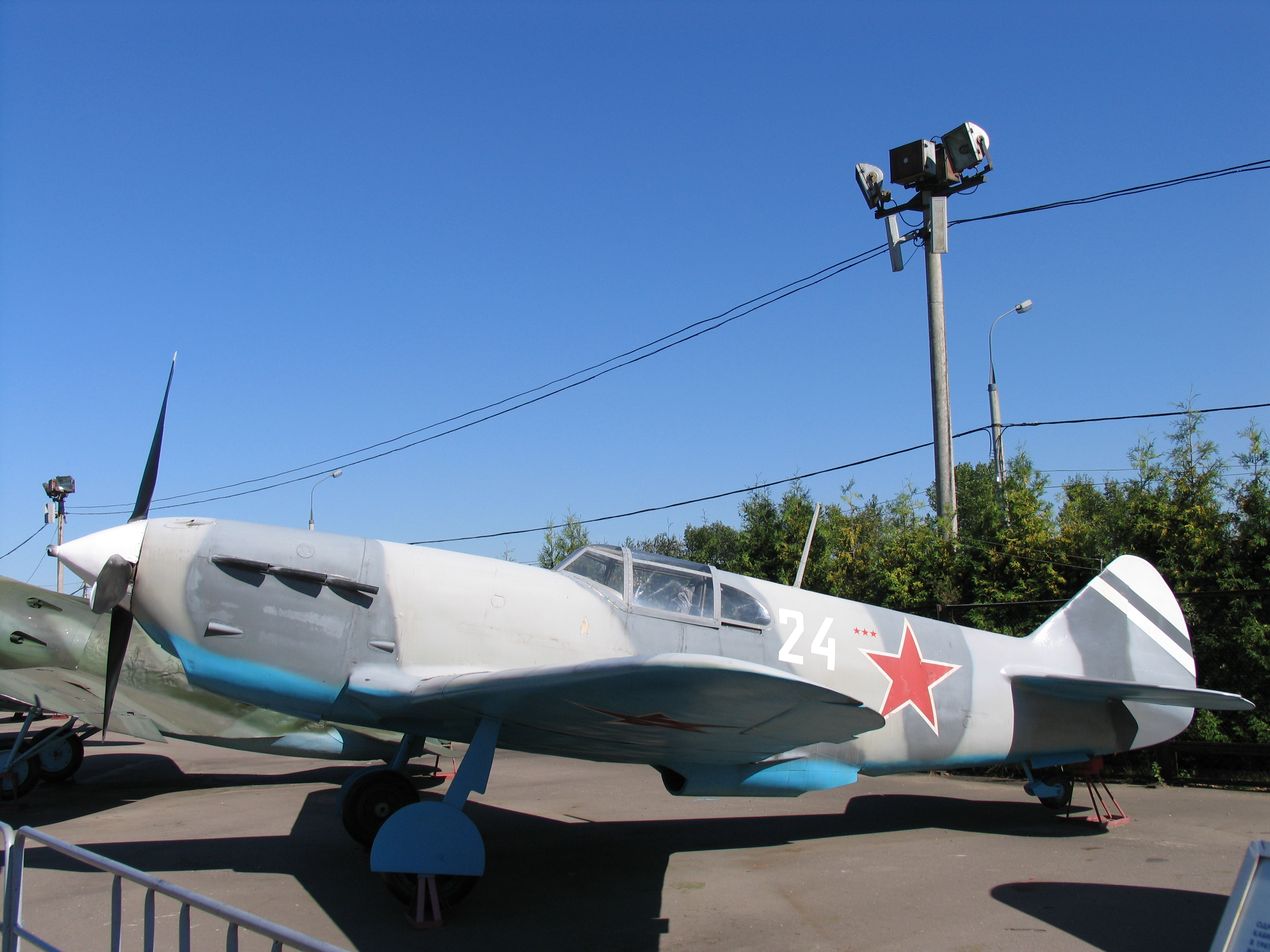
Самолётами ЛаГГ-3 полк был вооружён при формировании в 1941 году.

За весь период своего существования полк несколько раз менял своё наименование:
- 24-й "А" истребительный авиационный полк;
- 24-й "А" истребительный авиационный полк ПВО;
- 415-й истребительный авиационный полк;
- 415-й истребительный авиационный полк ПВО;
- Полевая почта 10223.

## История
Сформирован в июле 1941 года в составе Московской зоны ПВО как 24-й «А» истребительный авиационный полк, будучи 24.07.1941 г. выделенным из состава 24-го истребительного полка, имевшегося в 6-м истребительном авиакорпуса ПВО. 25.08.1941 переименован в 415-й истребительный авиационный полк.
В составе действующей армии как 24-й «А» истребительный авиационный полк с 24.07.1941 по 25.08.1941 и как 415-й истребительный авиационный полк с 25.08.1941 по 27.09.1941 и с 04.11.1941 по 14.11.1944.
При формировании на вооружении полка состояли самолёты ЛаГГ-3. Начал вести боевые действия на северо-западном направлении, прикрывая отступающие войска. 27.09.1941 выведен в тыл доукомплектование, после чего направлен на Свирский оборонительный рубеж. Располагался на аэродроме близ Лодейного Поля. Вёл там боевые действия до июня 1944 года, действовал в основном в районе Нурмолица, после чего принимал участие в Свирско-Петрозаводской операции, а в конце 1944 года — в Петсамо-Киркенесской операции. Базировался на аэродроме Алакуртти. После окончания операции был переброшен в северную Польшу, но в боях уже не участвовал. Базировался на аэродроме Старгард под Штеттином.
В 1942—1943 годах наряду с самолётами ЛаГГ-3 в полку использовались самолёты МиГ-3, в 1944 году полк был перевооружён самолётами Ла-5.
На боевом счету 178 сбитых вражеских самолётов в годы войны.
После Второй мировой войны полк участвовал в войне в Корее.

## Подчинение
| Дата            | Фронт (округ)         | Армия               | Корпус                                    | Дивизия                                  | Примечания                                    |
| --------------- | --------------------- | ------------------- | ----------------------------------------- | ---------------------------------------- | --------------------------------------------- |
| 22.06.1941 года | Московская зона ПВО   | -                   | 6-й истребительный авиационный корпус     | -                                        | -                                             |
| 01.07.1941 года | Московская зона ПВО   | -                   | 6-й истребительный авиационный корпус ПВО | -                                        | -                                             |
| 10.07.1941 года | Московская зона ПВО   | -                   | 6-й истребительный авиационный корпус ПВО | -                                        | -                                             |
| 01.08.1941 года | Московская зона ПВО   | -                   | 6-й истребительный авиационный корпус ПВО | -                                        | -                                             |
| 01.09.1941 года | Северо-Западный фронт | 11-я армия          | -                                         | 7-я смешанная авиационная дивизия        | -                                             |
| 01.10.1941 года | -                     | -                   | -                                         | -                                        | нет данных                                    |
| 01.11.1941 года | -                     | -                   | -                                         | -                                        | нет данных                                    |
| 01.12.1941 года | -                     | -                   | -                                         | -                                        | нет данных (вероятно в составе ВВС 7-й армии) |
| 01.01.1942 года | -                     | -                   | -                                         | -                                        | нет данных (вероятно в составе ВВС 7-й армии) |
| 01.02.1942 года | -                     | -                   | -                                         | -                                        | нет данных (вероятно в составе ВВС 7-й армии) |
| 01.03.1942 года | -                     | -                   | -                                         | -                                        | нет данных (вероятно в составе ВВС 7-й армии) |
| 01.04.1942 года | -                     | 7-я отдельная армия | -                                         | -                                        | -                                             |
| 01.05.1942 года | -                     | 7-я отдельная армия | -                                         | -                                        | -                                             |
| 01.06.1942 года | -                     | 7-я отдельная армия | -                                         | -                                        | -                                             |
| 01.07.1942 года | -                     | 7-я отдельная армия | -                                         | -                                        | -                                             |
| 01.08.1942 года | -                     | 7-я отдельная армия | -                                         | -                                        | -                                             |
| 01.09.1942 года | -                     | 7-я отдельная армия | -                                         | -                                        | -                                             |
| 01.10.1942 года | -                     | 7-я отдельная армия | -                                         | -                                        | -                                             |
| 01.11.1942 года | -                     | 7-я отдельная армия | -                                         | -                                        | -                                             |
| 01.12.1942 года | -                     | 7-я отдельная армия | -                                         | -                                        | -                                             |
| 01.01.1943 года | -                     | 7-я отдельная армия | -                                         | -                                        | -                                             |
| 01.02.1943 года | -                     | 7-я отдельная армия | -                                         | -                                        | -                                             |
| 01.03.1943 года | -                     | 7-я отдельная армия | -                                         | 257-я смешанная авиационная дивизия      | -                                             |
| 01.04.1943 года | -                     | 7-я отдельная армия | -                                         | 257-я смешанная авиационная дивизия      | -                                             |
| 01.05.1943 года | -                     | 7-я отдельная армия | -                                         | 257-я смешанная авиационная дивизия      | -                                             |
| 01.06.1943 года | -                     | 7-я отдельная армия | -                                         | 257-я смешанная авиационная дивизия      | -                                             |
| 01.07.1943 года | -                     | 7-я отдельная армия | -                                         | 257-я смешанная авиационная дивизия      | -                                             |
| 01.08.1943 года | -                     | 7-я отдельная армия | -                                         | 257-я смешанная авиационная дивизия      | -                                             |
| 01.09.1943 года | -                     | 7-я отдельная армия | -                                         | 257-я смешанная авиационная дивизия      | -                                             |
| 01.10.1943 года | -                     | 7-я отдельная армия | -                                         | 257-я смешанная авиационная дивизия      | -                                             |
| 01.11.1943 года | -                     | 7-я отдельная армия | -                                         | 257-я смешанная авиационная дивизия      | -                                             |
| 01.12.1943 года | -                     | 7-я отдельная армия | -                                         | 257-я смешанная авиационная дивизия      | -                                             |
| 01.01.1944 года | -                     | 7-я отдельная армия | -                                         | 257-я смешанная авиационная дивизия      | -                                             |
| 01.02.1944 года | -                     | 7-я отдельная армия | -                                         | 257-я смешанная авиационная дивизия      | -                                             |
| 01.03.1944 года | Карельский фронт      | 7-я армия           | -                                         | 257-я смешанная авиационная дивизия      | -                                             |
| 01.04.1944 года | Карельский фронт      | 7-я воздушная армия | -                                         | 257-я смешанная авиационная дивизия      | -                                             |
| 01.05.1944 года | Карельский фронт      | 7-я воздушная армия | -                                         | 257-я смешанная авиационная дивизия      | -                                             |
| 01.06.1944 года | Карельский фронт      | 7-я воздушная армия | -                                         | 257-я смешанная авиационная дивизия      | -                                             |
| 01.07.1944 года | Карельский фронт      | 7-я воздушная армия | -                                         | 257-я смешанная авиационная дивизия      | -                                             |
| 01.08.1944 года | Карельский фронт      | 7-я воздушная армия | -                                         | 257-я смешанная авиационная дивизия      | -                                             |
| 01.09.1944 года | Карельский фронт      | 7-я воздушная армия | -                                         | 257-я смешанная авиационная дивизия      | -                                             |
| 01.10.1944 года | Карельский фронт      | 7-я воздушная армия | -                                         | 257-я смешанная авиационная дивизия      | -                                             |
| 01.11.1944 года | Карельский фронт      | 7-я воздушная армия | -                                         | 257-я смешанная авиационная дивизия      | -                                             |
| 01.12.1944 года | Резерв Ставки ВГК     | 7-я воздушная армия | -                                         | 257-я истребительная авиационная дивизия | -                                             |
| 01.01.1945 года | Резерв Ставки ВГК     | 7-я воздушная армия | -                                         | 257-я истребительная авиационная дивизия | -                                             |
| 01.02.1945 года | Резерв Ставки ВГК     | 7-я воздушная армия | -                                         | 257-я истребительная авиационная дивизия | -                                             |
| 01.03.1945 года | Резерв Ставки ВГК     | 7-я воздушная армия | -                                         | 257-я истребительная авиационная дивизия | -                                             |
| 01.04.1945 года | Резерв Ставки ВГК     | 7-я воздушная армия | -                                         | 257-я истребительная авиационная дивизия | -                                             |
| 01.05.1945 года | Резерв Ставки ВГК     | 7-я воздушная армия | -                                         | 257-я истребительная авиационная дивизия | -                                             |

## Командиры
- майор, подполковник Олениченко Николай Александрович[2], 24.07.1941 — 07.1942
- майор Бондаренко Алексей Васильевич[2], 08.1942 — 09.1942
- майор, подполковник Алабин Николай Иванович[2], 09.1942 — 10.1943
- подполковник Игнатьев Николай Александрович[2], 10.1943 — 02.1944
- майор Чёрных Михаил Федотович[2], 29.02.1944 — 03.1945
- майор Клипов Александр Евдокимович[2], 03.1945 — 05.1945
- гвардии подполковник Пушкин Николай Петрович, 1946—1950
- гвардии подполковник Воронько Александр Григорьевич , 1950—1951
- гвардии подполковник Шевелев Павел Фёдорович, 1952—1954
- полковник Кузнецов Иван Алексеевич, 1958—1961
- полковник Соколов Василий Фёдорович, 1961—1965
- подполковник Кольцов Виталий Григорьевич 1965—1966
- подполковник Сокол Валентин Анлреевич, 1966—1971
- подполковник Куликов Николай Васильевич, 1971—1973
- подполковник Назаренко Николай Иванович, 1973—1976
- подполковник Огнянников Валерий Иванович, 1976—1979
- подполковник Васильев Геннадий Борисович, 1979—1982
- полковник Кончев Николай Николаевич, 1982—1984
- полковник Отлётов Владимир Михайлович, 1984—1989
- полковник Лазарев Анатолий Иванович, 1989—1990
- полковник Бражников Владимир Александрвоич, 1990—1992
- полковник Тютенков Сергей Васильевич, 1992—1994

## Воины полка
| Награда | Ф. И. О.                       | Должность           | Звание            | Дата награждения                                    | Примечания |
| ------- | ------------------------------ | ------------------- | ----------------- | --------------------------------------------------- | --- |
|         | Алабин, Николай Иванович       | Штурман полка       | майор             | 02.05.1942                                          | таран самолёта в декабре 1941 |
|         | Бондаренко, Алексей Васильевич | Командир эскадрильи | майор             | 03.02.1942                                          | таран самолёта в феврале 1942 |
|         | Гавриленко Иосиф Петрович      | Командир звена      | Старший лейтенант | Приказ №031 ВС 7-й воздушной армии от 02.07.1944 г. | Совершил 51 боевой вылет и в 4 воздушных боях сбил два истребителя Curtiss P-36 Hawk                                                         |
|         | Добромыслова, Ксения Ефремовна | Лётчик              | младший лейтенант | Приказ №031 ВС 7-й воздушной армии от 02.07.1944 г. | Выполнила 24 боевых вылета, участвовала в 2 воздушных боях. 22 июня 1944 г. подбила в районе Никкулицы финский истребитель Curtiss P-36 Hawk |
|         | Ефремов Сергей Алексеевич      | Командир звена      | Лейтенант         | Приказ №035 ВС 7-й воздушной армии от 12.07.1944 г. | Выполнил 52 боевых вылета и в 9-ти воздушных боях сбил два самолета противника в группе                                                      |
|         | Зенкова, Апполинария Ивановна  | Лётчик              | младший лейтенант | Приказ №035 ВС 7-й воздушной армии от 12.07.1944 г. | Выполнила 19 боевых вылетов и в составе пары сбила в воздушном бою самолет противника                                                        |
|         | Крисько Василий Иванович       | Командир звена      | Старший лейтенант | Приказ №031 ВС 7-й воздушной армии от 02.07.1944 г. | Совершил 71 боевой вылет и в 12-ти воздушных боях сбил три истребителя противника                                                            |
|         | Сторожко Иван Тихонович        | Летчик              | Лейтенант         | Приказ №031 ВС 7-й воздушной армии от 02.07.1944 г. | Совершил 44 боевых вылета и в 9-ти воздушных боях сбил два истребителя Curtiss P-36 Hawk                                                     |